# Елсниц (Фогтланд)
Елсниц (њем. Oelsnitz/Vogtl.) град је у њемачкој савезној држави Саксонија. Једно је од 45 општинских средишта округа Фогтланд. Према процјени из 2010. у граду је живјело 11.697 становника. Посједује регионалну шифру (AGS) 14523300.

## Географски и демографски подаци
Елсниц се налази у савезној држави Саксонија у округу Фогтланд. Град се налази на надморској висини од 390–460 метара. Површина општине износи 53,6 km². У самом граду је, према процјени из 2010. године, живјело 11.697 становника. Просјечна густина становништва износи 218 становника/km².